# هاريداس بال
تعتبر شخصية هاريداس بال شخصية هندوسية خيالية من البنغال مشهورة بعظمتها ومكانتها ونبلها. وهو شخص يحظى باحترام كبير في المجتمع بسبب أفكاره وأفعاله النبيلة، وبالتالي له سلطة على الجماهير. يشار إلى أي شخص ذو تأثير كبير على الجماهير باسم هاريداس بال.تعني العبارة البنغالية تومي كون هاريداس بال؟ حرفيًا "أي هاريداس بال أنت؟"، غالباً ما يستخدم هذا السؤال للتشكيك في جهود أي شخص عندما يحاول بذل مجهود في بعض الأمور التي تبدو خارج نطاق مجال تأثيره. من خلال هذا السؤال، يتم إخبار هذا الشخص بصراحة أنه لا يرقى إلى مكانه هاريداس بال، وبالتالي فإن استفساراته واقتراحاته غير مرحب بها. في وقت لاحق تم استخدام عبارة بديلة "كي تومي هاريداس بال؟، والتي تعني حرفيًا "من أنت هاريداس بال؟".كما بدأ استخدام هذه العبارة لتعريف الشخص ذو المرتبة الثانية كهاريداس بال نفسه، ومعاملته كشخص عديم الفائدة. ثم بدأ استخدام هذا التعبير بشكل بديل، وتشبيه هاريداس بال بالشخص الذي يعاني من أوهام العظمة.عبر سنوات من إساءة استخدام اسم هاريداس بال أصبح الاسم يعبر عن الازدراء والسخرية.